# Швидкісний ударний катер

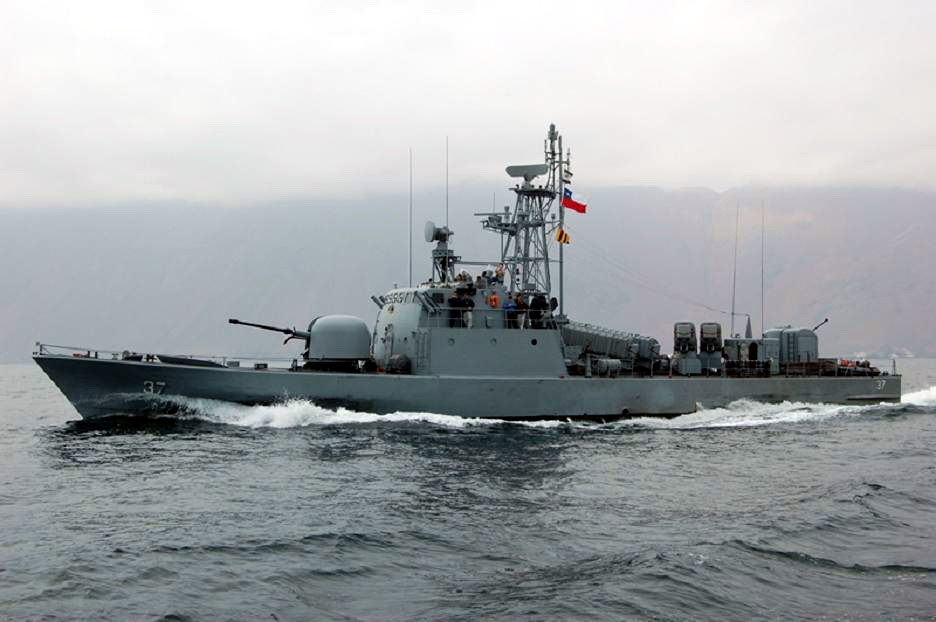
Швидкохідний ударний катер ВМС Чилі

Швидкісний ударний катер (англ. Fast attack craft) — це малий, швидкий, гнучкий у застосуванні та наступальний військовий корабель, озброєний торпедами, протикорабельними ракетами, а також гарматами.  Ударні катери зазвичай використовують у береговій зоні через невелику морехідність і та неспроможність діяти за несприятливих погодних умов. Через невеликі розміри катер має невеликий об'єм палива, боєкомплекту та води. Загалом їхня водотоннажність складає 50–800 тонн, а швидкість сягає 25–50 вузлів. У радянській/російській військово-морській літературі об'єднавчий термін для невеликих бойових одиниць, призначених для ударів по великих кораблях, відсутній. Залежно від розмірів та типу озброєння там окремо виділяють "торпедні катери", "ракетні катери", а також "малі ракетні кораблі".  
Основною перевагою ударних катерів над іншими кораблями є їхня доступність. Багато таких катерів можна побудувати за невеликою ціною, що дозволяє флоту, який знаходиться в невигідному становищі, ефективно захищати себе від більшого супротивника.  Невеликі катери, озброєні так само потужно, як і великі кораблі, можуть нести серйозну загрозу для них і торгових суден. Великим мінусом цих катерів є невелика морехідність, тісні кубрики та поганий захист від повітряної загрози.

## Історія

### 19 століття
Вже в середині 19-го століття з'явилася теорія так званої «Молодої школи», за якою доцільно було створювати флоти з великою кількістю малих кораблів для боротьби з великими броненосцями. Вперше ідею реалізували у 1870-х роках з появою парових міноносців, які виробляли у великих кількостях для Королівського флоту та ВМС Франції. Ці малі кораблі мали погану морехідність і обмежено використовувалися для розвідки через невелику витривалість і низькі капітанські містки. Потенційна загроза зникла з появою ескадрених міноносців  у 1893 році. Це були відносно великі кораблі, що еволюціонували у сучасні есмінці, на яких встановлювали гармати, що були спроможні знищувати міноносці до виходу на відстань торпедної атаки.

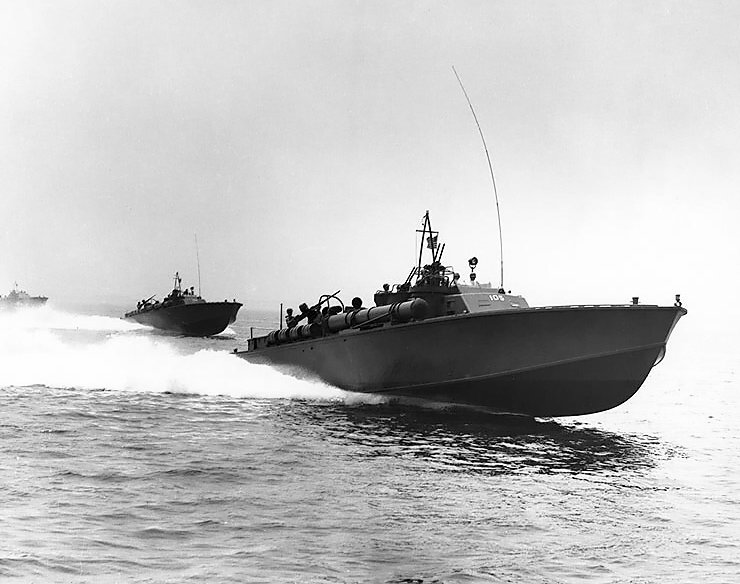
2,4-метрові торпедні катери Elco ВМС США, на чолі з PT-105, на високій швидкості у 1942

### 20 століття
Ідею малих швидкісних катерів відродили напередодні Першої світової війни, створивши катери з новими бензиновими двигунами. Італія та Велика Британія стали лідерами у будівництві таких плавзасобів, створивши береговий моторний катер (БМК) та Motobarca Armata Silurante (MAS) (італ. "торпедний моторний човен"). Визначним досягненням цих суден стало потоплення австро-угорського лінкора «Святий Стефан» катерами MAS. 15 10 червня 1918 року. Британські БМК були менш успішними. Під час громадянської війни у Росії катери атакували контрольований більшовиками Балтійський флот на якірній стоянці у Кронштадті 18 червня 1919 року. Ціною втрати чотирьох катерів британці змогли потопити крейсер "Пам'ять Азова".
Конструкція цих катерів залишалася без змін до середини 1930-х. Тоді у Королівських ВМС з'явилися моторні торпедні катери (МТК) та моторні гарматні катери (МГК), патрульні торпедні катери (PT boats) у ВМС США та E-boats (Schnellboote) у Крігмсмаріне. Усі типи катерів брали участь у Другій світовій війні, але через загрозу з боку літаків вони були не дуже ефективними. Проте, деякого успіху вони змогли досягти за сприятливих умов, як наприклад атака на HMS Manchester (пізніше затонув), в ніч 13 вересня 1942 року, італійськими торпедними катерами MS.

### Після Другої світової війни
Після Другої світової війни використання цього типу кораблів у США та Великій Британії зменшувалося, навіть попри появу безпечних дизельних двигунів, які замінили вогненебезпечні бензинові двигуни. На противагу цьому, у Радянському Союзі через брак ресурсів на будівництво великих кораблів на озброєнні залишалися торпедні та артилерійські катери у великій кількості.

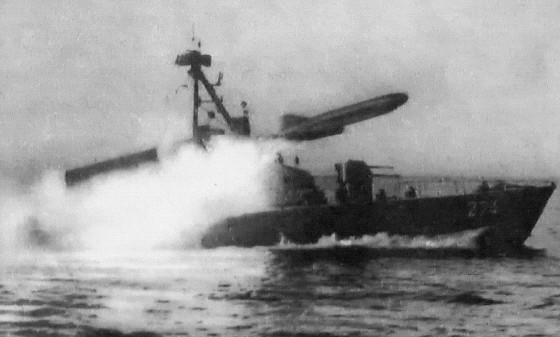
Ракетний катер класу Комар з ракетами П-15 «Терміт»

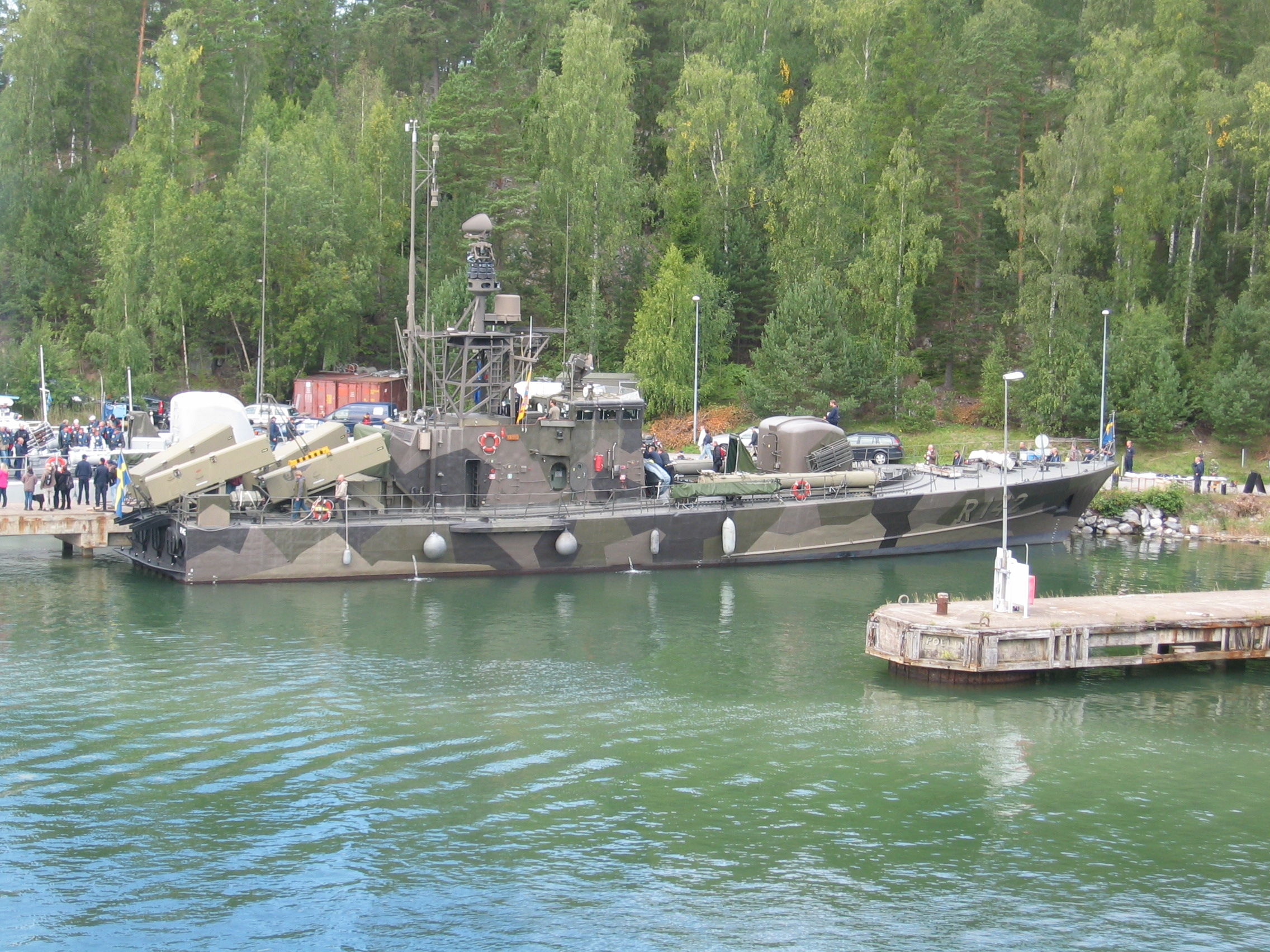
Шведський ракетний катер класу Ystad HSwMS Ystad (R142)

З появою протикорабельних ракет ідея ударних катерів була реалізована Радянському Союзі у новій формі "ракетних катерів". Перші ракетні катери були переробленими торпедними катерами, де замість торпедних апаратів було встановлено пускові установки. Маленькі швидкісні судна отримали новий інструмент для атаки і знищення великих кораблів. Ідею було вперше протестовано у Радянському Союзі, який у серпні 1957 року створив катер типу "Комар" (проєкт 183-Р) з двома пусковими установками ракет П-15 Терміт довжиною у 25 метрів та максимальною швидкістю у 40 вузлів. Дальність складала лише 1900 км на швидкості 12 вузлів, а катер міг перебувати у морі лише п'ять днів. Було побудовано 110 катерів проєкту 183-Р, наступні 400 катерів були побудовані за проєктом 205 (клас Москіт), причому більшість було продано країнам-союзникам Радянського Союзу.
Першим бойовим використанням ракетних катерів стала атака єгипетським катером радянського виробництва типу "Комар" ізраїльського ескадреного міноносця Eilat 20 жовтня 1967 року чотирма ракетами П-15 "Терміт", невдовзі після Шестиденної війни. В результаті корабель затонув, загинуло 47 осіб.

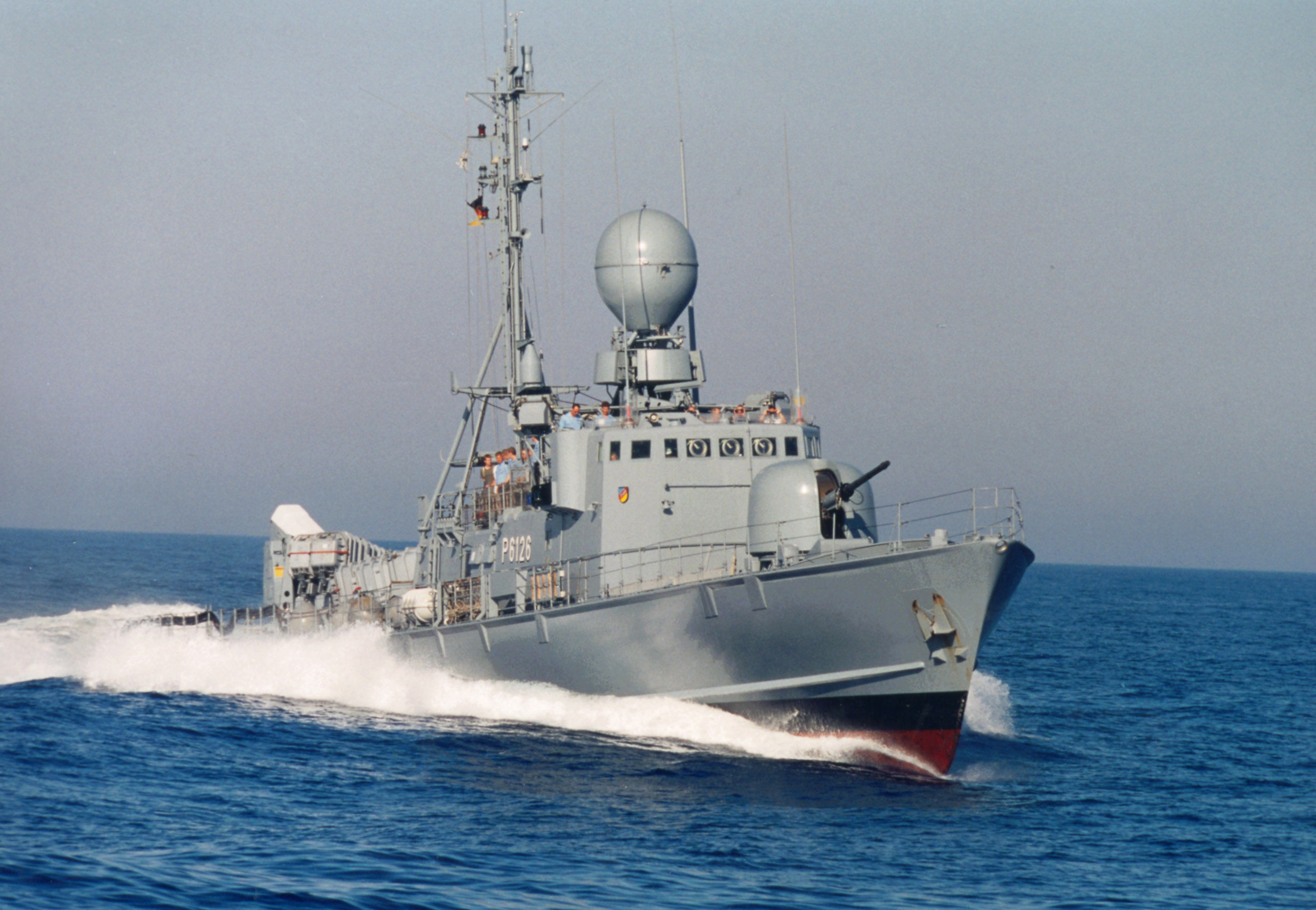
Катер класу Гепард військово-морських сил Німеччини

Радянські ракетні катери викликала інтерес до катерів такого класу у НАТО. Цей інтерес посилився після затоплення Eilat. Німці та французи почали співпрацювати для створення ШАС, результатом співпраці стала поява у 1968 році швидкохідного ударного катера типу «La Combattante». Довжина корпусу складала 47 або 49 метрів, озброєння складалося з чотирьох ракет MM-38 Exocet, у носі було встановлено 76-мм гармату та спарену установку 40-мм гармат у кормі, катери мали максимальну швидкість у 36 вузлів. До 1974 року було побудовано 68 швидкісних ударних катерів «Combattante II». Конструкцію було використано у катері «Combattante III», а багато інших верфей створили власні версії на базі «Combattante», відомими з яких були ізраїльські Sa'ar/Решеф.
Розмір збільшився, деякі конструкції досягли розмірів корвета, 800-тонні катери мали вертольоти, що дозволило збільшити ефективність їх застосування. Наприклад, ізраїльські ракетні катери класу «Sa'ar 4» мали довжину корпусу 58 метрів і водотоннажність  415 тонн, а катери класу «Sa'ar 5» мали довжину 85 метрів і водотоннажність у 1065 тонн, а тому офіційно належали до класу корветів.
Іран та Північна Корея зараз оперують великою кількістю швидкохідних ударних катерів. Лише Північна Корея має у своєму розпорядженні 300 штук, у той час як Іран розробляв так звані "катери натовпу", для переслідування суден у спірних водах Перської затоки. Для протидії ВМС США розробили доктрину берегової оборони від надводної загрози ASUW, разом зі створенням спеціалізованих кораблів, таких як бойові кораблі прибережної зони.